# VIA Motors
VIA Motors es un fabricante estadounidense de vehículos eléctricos
VIA Motors produce vehículos eléctricos de autonomía extendida (EREVs), también conocidos como híbridos enchufables, mediante modificación de camiones, furgonetas y SUVs. VIA Motors adquiere vehículos básicos de General Motors y reemplaza el sistema de propulsión de combustión por un motor eléctrico de tracción. VIA luego vende directamente a las flotas bajo la marca VTRUX™. VIA está poniendo a prueba beta sus vehículos con clientes de flotas y está recibiendo encargos y entregando vehículos al público desde 2013. 
VIA Motors recibió Green Award (Premio Verde) del Work Truck Show 2012 por el camión VIA VTRUX.